# Espace vert
 (octobre 2015).

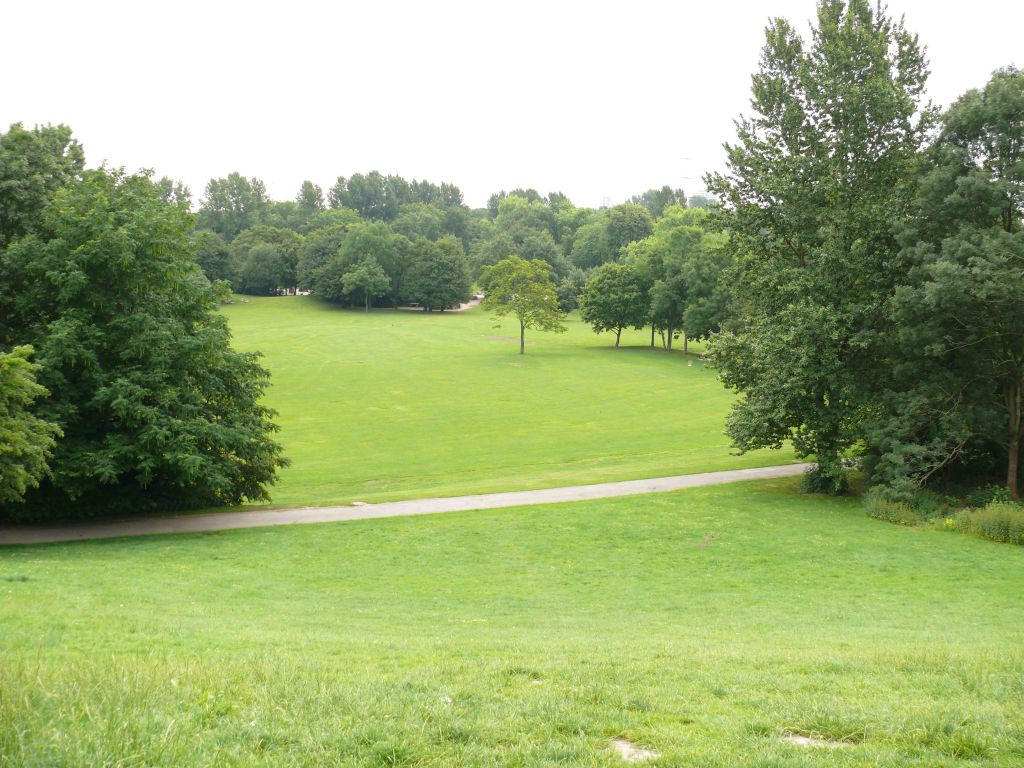
Le gazon et les arbres urbains sont les deux éléments dominants de la plupart des espaces verts, déclinés de nombreuses manières. Le gazon est facteur d'appauvrissement en biodiversité quand il est artificiel et monospécifique. Une gestion différenciée permet une transition vers un faciès de prairie, éventuellement fleurie.

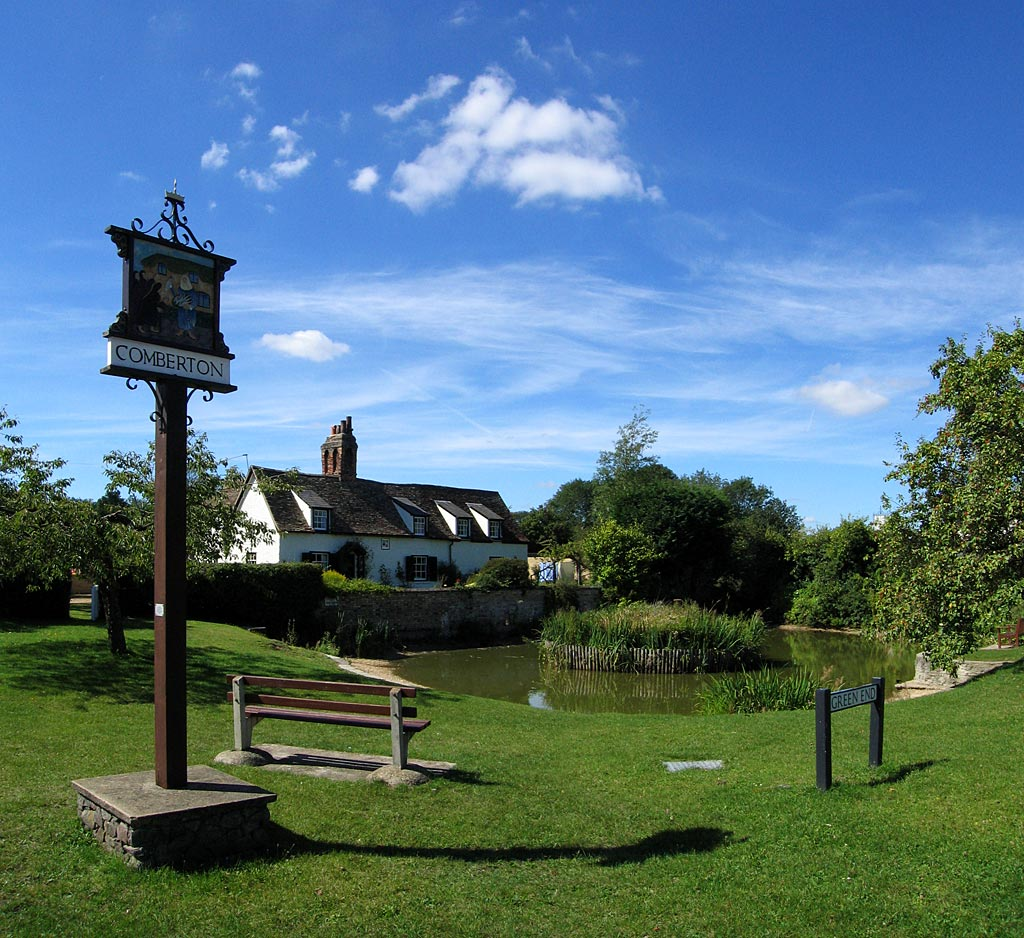
Petit espace vert à Comberton dans le Cambridgeshire (Royaume-Uni). La municipalité a installé un banc pour jouir de la vue de la mare.

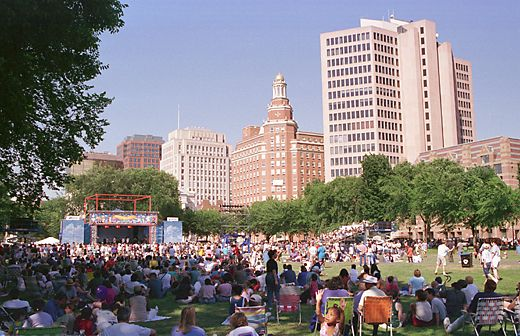
Le jardin « historique » de a été créé en 1638, il est, depuis, parfaitement préservé en tant que cœur de la première ville dont l'urbanisme a été planifié aux États-Unis.

Un espace vert désigne, en urbanisme, tout espace d'agrément végétalisé (engazonné, arboré, éventuellement planté de fleurs et d'arbres et buissons d'ornement, et souvent garni de pièces d'eau et cheminements). L'expression est généralement employée pour désigner les espaces publics ou semi-publics situés en milieu urbain ou péri-urbain. Les espaces verts sont un élément majeur de l'attractivité d'une zone urbaine et de la valorisation immobilière de celle-ci.

## Définition
Dans les années 1960, alors que la démographie et l'urbanisation sont en pleine expansion dans le monde, les urbanistes désignent les jardins et espaces de détente publics végétalisés par le terme espace vert étant donné que ces sites sont représentés par la couleur verte sur les plans d'architecte et d'urbanisme.
Les espaces verts peuvent être définis de deux manières :
- À l’échelle d'une ville, les espaces verts peuvent désigner l'ensemble des espaces utilisés, parcs urbains, jardins publics, squares, d'une certaine dimension, accessibles à pied et à vélo mais non aux engins motorisés, et ne présentant pas de danger pour les usagers, enfants en particulier.
- À l’échelle d'une copropriété ou d'une résidence, les espaces verts peuvent également désigner l'ensemble des espaces végétalisés et aquatiques d'une zone construite.

## État des lieux, perceptions, attentes

### En Europe

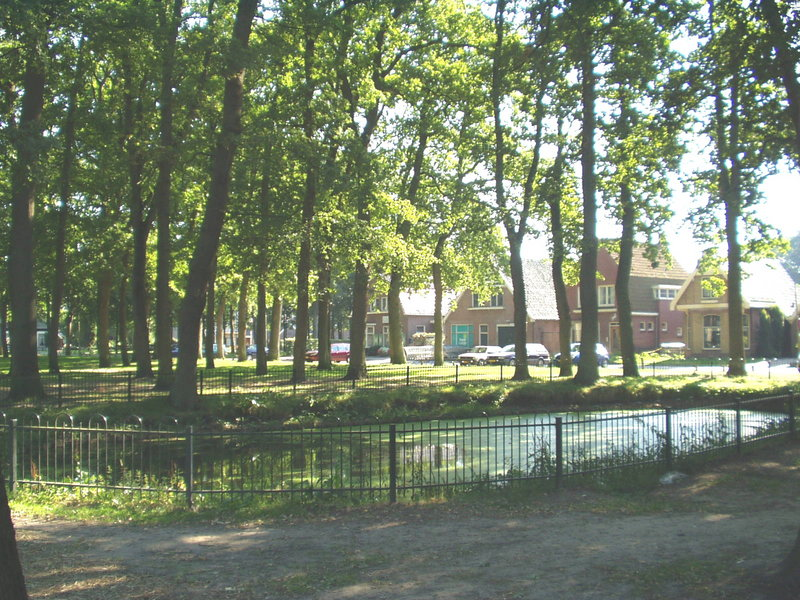
Vue du plus grand espace vert du village de Zuidlaren (Pays-Bas).

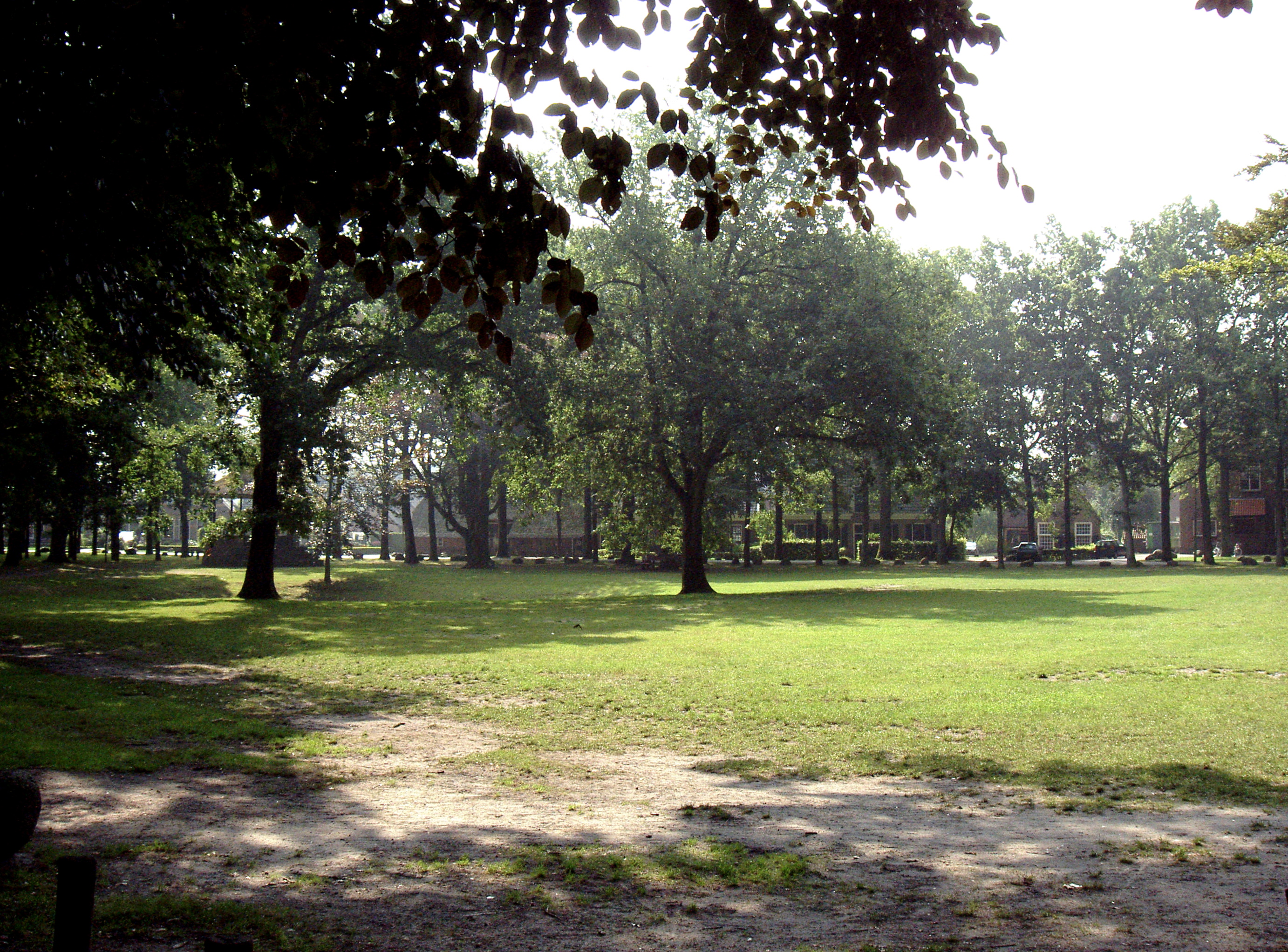
Espace vert de Dwingeloo (Pays-Bas).

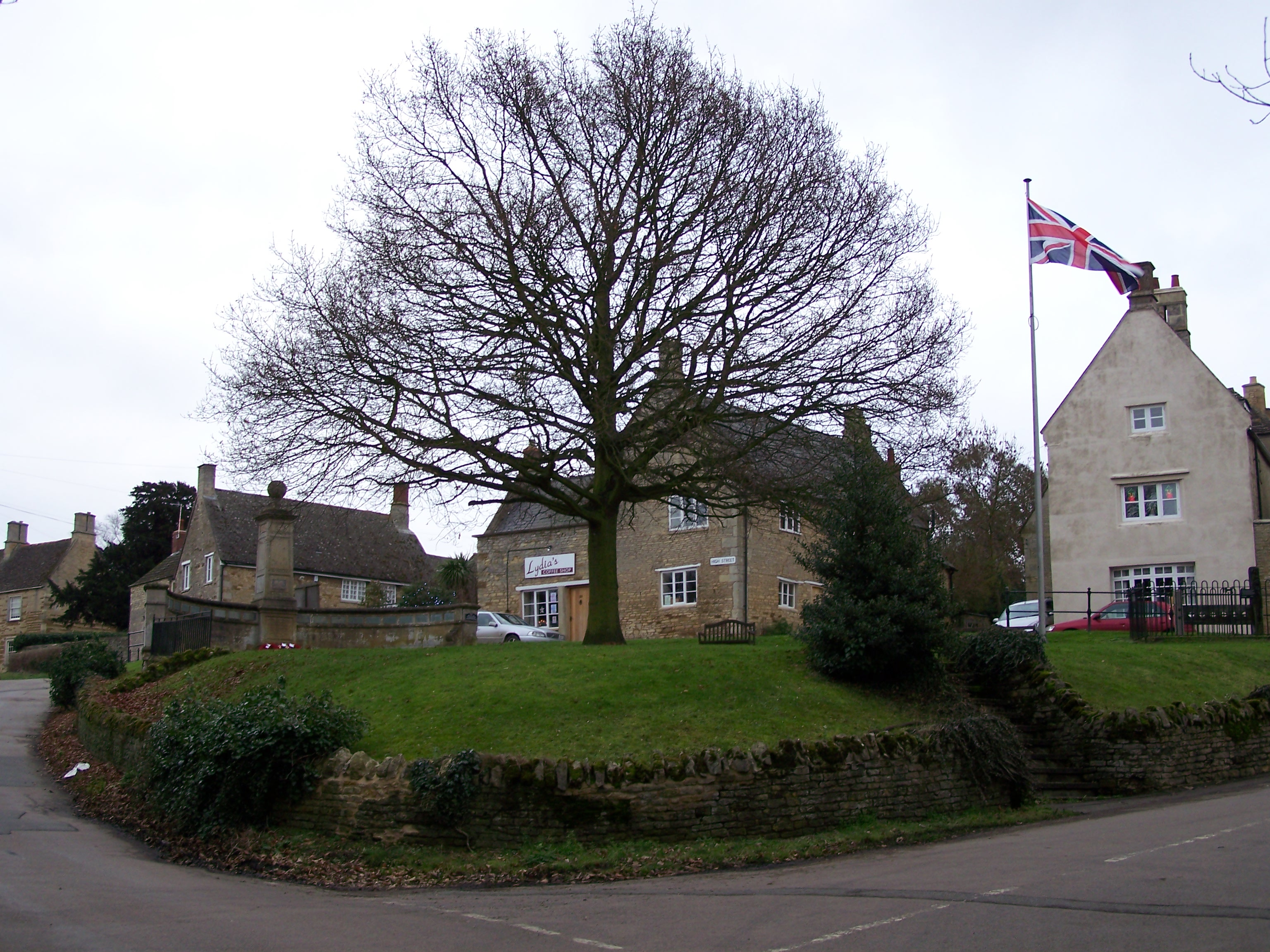
Espace vert d'un village du Northamptonshire.

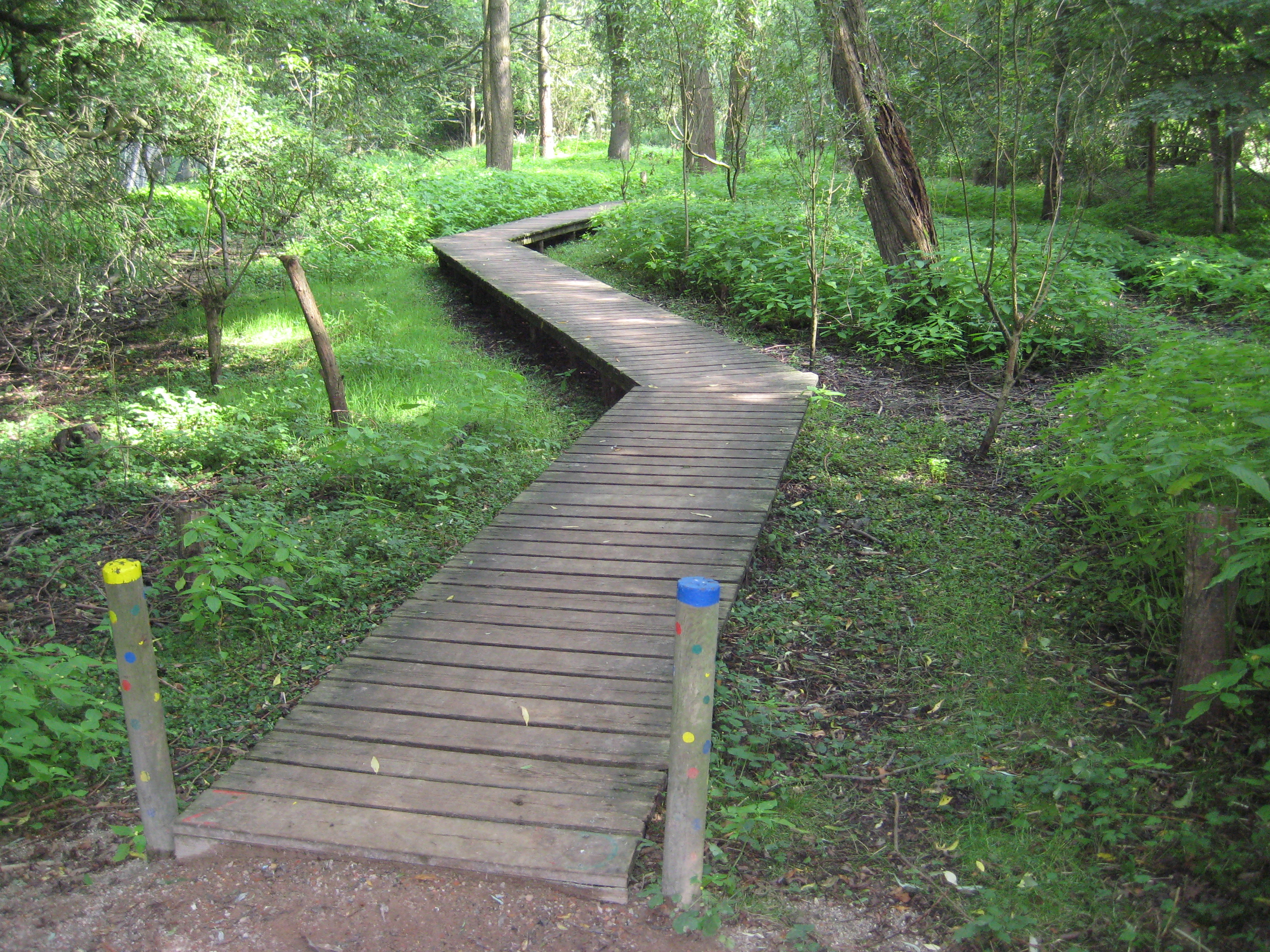
Aménagement (platelage bois) limitant le piétinement, conséquence courante de la surfréquentation.

Une étude a porté sur les espaces verts urbains de 386 villes de plus de 100 000 habitants dans 31 pays européens (soit 170,6 millions de personnes concernées, composant 34 % de la population européenne en 2001).
- Le pourcentage d'espaces verts variait de 1,9 % du territoire urbain (Reggio Calabria, Italie), à 46 % (Ferrol, Espagne) sur la base des définitions retenues par les auteurs (différents modes de calcul sont possibles). Les villes du nord de l'Europe ont en moyenne une plus grande proportion d'espaces verts par rapport aux villes dans le sud.
- 45 millions de personnes vivant dans les villes européennes ont un accès encore très limité aux espaces verts urbains, notamment dans les villes qui ne comptent que de 2 à 13 % d'espaces verts.
- Le nombre de mètres carrés d'espaces verts par personne tend à diminuer avec l'augmentation de la densité de population (plutôt que parce qu'on a construit sur les espaces verts existants). La répartition et la position géographique des espaces verts (intra- ou péri-urbains) les rendent plus ou moins accessibles au public.
- La quantité d'espaces verts par personne (« per capita ») varie fortement selon les pays, les villes et les formes urbaines : sauf quelques exceptions, les villes denses du sud-est de l'Europe ont très peu d'espaces verts avec, par exemple, 3 à 4 mètres carrés par personne à Cadix, Almería, Fuenlabrada (Espagne) et dans la région de Calabre (Italie) alors que les urbains du nord-ouest européen en disposent, par personne, jusqu'à 100 fois plus avec, par exemple, plus de 300 m2 par personne à Liège (Belgique), Oulu (Finlande) ou Valenciennes (France, pays dans lequel une vingtaine de grandes villes françaises sont néanmoins mal placées dans le palmarès européen[source secondaire souhaitée])).
- À la fin du XXe siècle, dans 67 villes densément peuplées du Royaume-Uni étudiées, l'augmentation de la population n'a pas été compensée par une augmentation équivalente en espaces verts alors que, sur le continent, les villes européennes tendent à ne pas diminuer ce ratio en créant des réserves foncières (ceintures verte ou friches réhabilitées).
- La Commission européenne invite les États-membres et les villes européennes à offrir plus d'accès à des espaces verts[2]. De son côté, l'OMS a aussi encouragé les villes à réintroduire un peu d'agriculture urbaine, qui pourrait localement s'intégrer dans certains espaces verts.

### En France

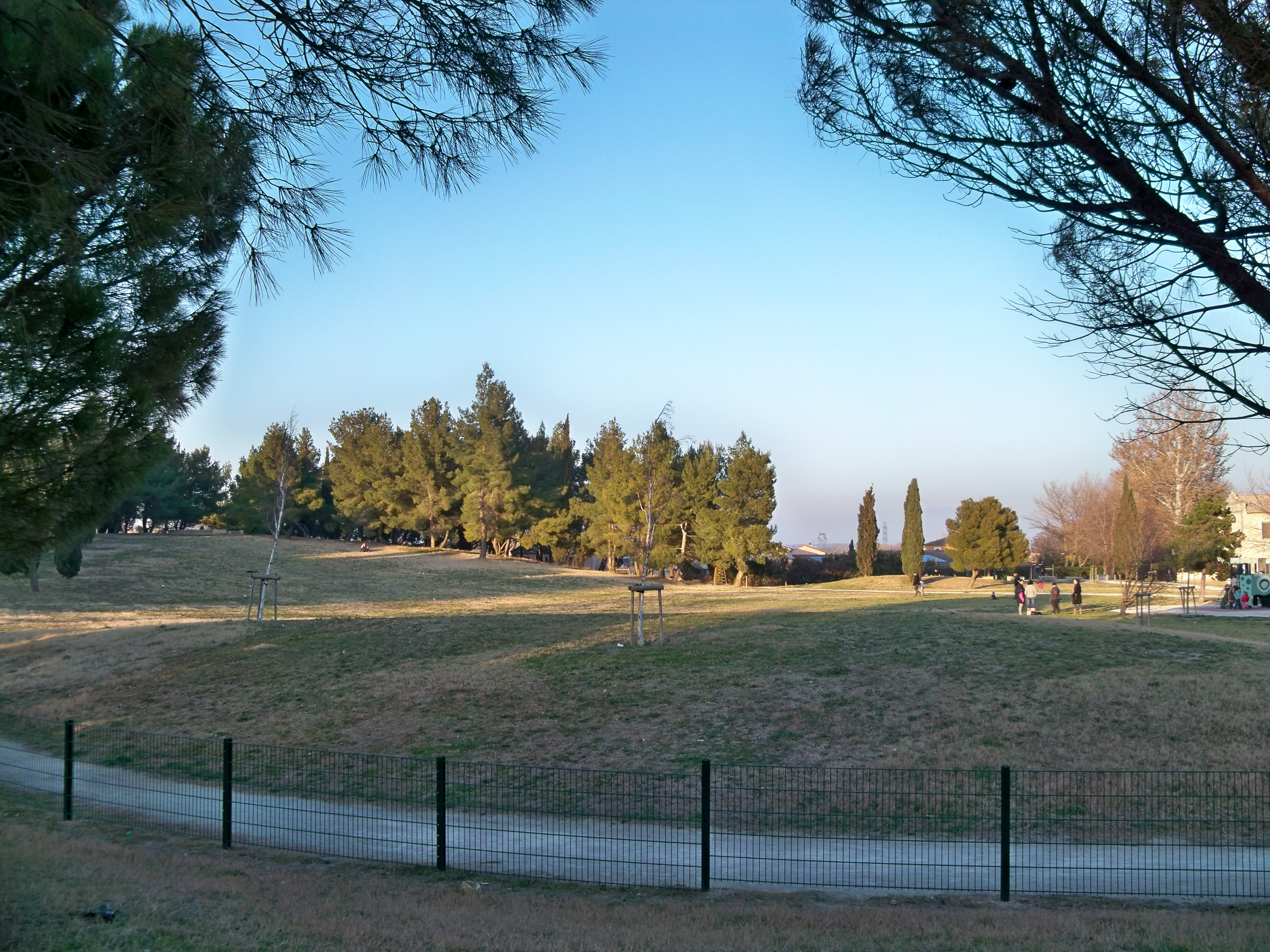
Parc Chico-Mendès à Avignon.

Selon l'UNEP (entreprises du paysage), en 2009, ce secteur économique représente en France 80 000 actifs ; 20 000 entreprises « du paysage » pour un chiffre d'affaires de 5 milliards d’€ (dont 750 millions d’euros en Île-de-France).
Les espaces verts comptent parmi les principales sources d'aménités mais sont marqués par une grande disparité d’accessibilité, de surface et de qualité d'espaces verts. Il est largement admis qu'ils influencent le bien-être des citadins et des touristes, la qualité de l’air et la régulation thermique en milieu urbain. Par ailleurs, des études comparatives au niveau européen mettent en évidence des stratégies d’aménagement variées qui pourraient servir de modèles pour améliorer l’équité et la qualité de ces espaces dans les villes françaises : un sondage (2008, UNEP/IPSOS) donne sept Français sur dix basant leur choix de lieu de vie en fonction de la présence d'espaces verts proches de leur habitation. En 2010, plus de 90 % des sondés disent que le contact avec les plantes, les végétaux et les jardins est important, voire essentiel, dans leur vie quotidienne. 20 % des Français regrettent de ne pas avoir plus de liens avec la nature et les jardins, notamment dans les centres-villes et les centres commerciaux (cités par 86 % des sondés) puis sur le lieu de travail (65 %), les espaces de loisirs (63 %) et les lieux d'habitation (50 %). S'ils étaient élus locaux, 42 % d'entre eux choisiraient en priorité d'aménager des parcs et jardins et d'améliorer les espaces verts existants. 31 % proposeraient même des projets de rénovation urbaine entièrement guidés par le végétal (31 %).

### Accessibilité, proximité
Hors des zones aquatiques, l’accès aux espaces verts publics (squares, jardins, parcs et forêts publics, donc certains sont déjà menacés ou dégradés par la surfréquentation), a été évalué pour les 26 millions d’habitants des 72 grands centres urbains français. Il varie considérablement selon le contexte local (ex : seuls 12 % des habitants de La Seyne-sur-Mer ont un espace vert à moins de cinq minutes, contre 75 % des habitants de Creil, reflet des contraintes topographiques et de l’environnement régional). Paradoxalement, les grands centres urbains les plus peuplés présentent souvent une meilleure accessibilité immédiate (ex : 60 % à Paris contre 49 % hors Paris) par rapport aux centres moins denses, où seulement 34 % des habitants vivent à moins de cinq minutes d’un espace vert. En étendant la notion d'accessibilité à un périmètre à 900 mètres ou 15 minutes de marche, trois habitants sur quatre bénéficient en moyenne d’un accès à un espace vert, bien que ce taux varie fortement d’une ville à l’autre. Au seuil de cinq minutes de marche, 48 % des citadins n’ont aucun espace vert à proximité, et même en élargissant le rayon à quinze minutes, la majorité reste limitée à un seul espace accessible,.
En termes de proximité : les variations sont également importantes, mais en moyenne, un habitant sur deux des grands centres urbains dispose d’un espace vert public à moins de cinq minutes de marche ou à environ 300 mètres.

### Taille des espaces verts
La taille des espaces accessibles varie également beaucoup, avec 29 % des citadins pouvant atteindre un espace d’au moins 1 hectare en moins de cinq minutes, tandis que 32 % profitent d’espaces de 10 hectares ou plus à quinze minutes, avec des disparités notables (par exemple entre Melun, Saint-Étienne et Bourges.
Moins de 40 % des habitants disposent d’un espace vert public d’au moins 0,5 hectare dans un rayon de 300 mètres, en dépit des recommandations de l’OMS visant une accessibilité en moins de cinq minutes.

### Couverture globale des espaces verts urbains
Les espaces verts selon l'INSEE (2025) constituent en moyenne 10 % de la superficie totale des grands centres urbains, même si cette emprise varie grandement de moins de 1 % à près de 45 % selon les villes).
Le taux de couverture forestière (en accès public ouvert) est - en moyenne - de 7 % en zones urbaines, avec ici aussi, des écarts très marqués (ex : 43% de la surface de Fréjus, mais 0% pour 20 autres centres urbains. Les boisements constituent 69 % des espaces verts publics dans les grands centres urbains (et jusqu'à 92 % dans les centres moins denses), mais leur éloignement limite l’accès immédiat pour seulement 1,6 % des habitants à moins de 300 mètres et 3,5 % à moins de 900 mètres.

### Biodiversité
La surfréquentation et la fragmentation écologique atténuent l’intérêt des espaces verts urbains pour une partie de biodiversité, mais ces espaces verts s'ils sont soumis au bruit, à la pollution lumineuse, à la prédation par les chats, et à la pollution de l'air urbain, sont néanmoins épargnés par les épandages de pesticides et sont parfois des refuges cruciaux pour certaines espèces (habitats pour la nidification, zones d’alimentation et parfois éléments importants de la trame verte et bleue urbaine).

## Évolution
La création ou l’amélioration d'espaces verts se fait de plus en plus dans une perspective de développement soutenable,, et donc souvent au service de populations et lieux qui en manquent, pour des raisons sociales, sanitaires et écologiques (trame verte et bleue urbaine et réseau écologique et d'agrément. Elle peut être décidée autant par les pouvoirs publics (mairie ou communauté de communes le plus souvent) que par un promoteur immobilier à des fins écologiques et promotionnelles, ou compensatoires obligatoires, ce qui se fait de plus en plus. L'intégration de la biodiversité dans les espaces verts nécessite une formation initiale et continue des concepteurs d'espaces verts, mais aussi des équipes qui vont devoir les entretenir, les surveiller ou les animer.
La double vocation sociale et écologique des espaces verts tend à se développer en recherchant plus de naturalité avec la gestion écologique et donc différenciée, la conservation de bois mort et d'arbres sénescents, la création de cheminements et de plans d'eau moins artificiels, l'abandon des pesticides, l'usage d'essences et d'espèces plus locales et moins horticoles, et une plus grande tolérance à l'égard de la flore sauvage et spontanée, etc. Sans négliger les parcs historiques des centres des grandes villes, il apparaît nécessaire de considérer les friches, la nature banale et les zones vertes de périphérie où les enjeux pour la biodiversité sont également importants.
Certains espaces verts contiennent des arboretums et/ou cherchent à développer une vocation pédagogique avec, par exemple, des chronoxyles ou des fermes pédagogiques.
Ils peuvent jouer d'autres rôles, tampon notamment pour limiter la périurbanisation, ou comme bassin écrêteur de crue (comme à Douai en zone d'affaissement minier, ou dans le nouveau parc de Saint-Vicens de Perpignan ) ou avec d'autres jardins de pluie. Une attention particulière peut être portée aux zones périurbaines (ex : projet Interreg IVC intitulé « Periurban parks »).

## Espaces verts et santé
L'importance de la proximité de la nature pour la santé et les services écosystémiques rendus fait aussi l'objet d'études quantitatives et qualitatives.
En France, la Fédération française du paysage et l'Union nationale des entrepreneurs du paysage concluaient en 2011 que 5 milliards d'euros de dépenses de santé pourraient être économisés chaque année en France si chacun avait chez lui une vue sur un espace vert. En effet, selon le " National Ecosystem Assessment"(étude commandée par le gouvernement britannique faite de 2009 à 2011 et publiée en juin 2011), 340 euros par personne et par an est la valeur estimée pour la santé d'avoir un logement avec vue sur un jardin ou un parc.
Beaucoup de gens cherchent à se retrouver dans la nature après ou durant des moments de stress intense. Par exemple, juste après les attentats du 11 septembre 2001, les gestionnaires de parcs nationaux américains ont constaté une nette augmentation du nombre de visites ; « Les gens sortaient ce jour-là, se promenaient, en réfléchissant sur ce qui se passait » commentait un directeur de Parc. Ces retours dans la nature sont des stratégies d'adaptation qui semblent efficaces, selon un nombre croissant d'études démontrant que le contact avec la nature est bénéfique pour la santé , des personnes qui les fréquentent, en particulier en termes de récupération de stress et fatigue. Les espaces verts urbains et les parcs sont aussi des milieux favorisant l'activité physique telle que la marche, la course, le vélo et plusieurs autres types de jeux.
| Auteur                                                                      | Type d'étude                        | aspects sanitaires concernés |
| --------------------------------------------------------------------------- | ----------------------------------- | --- |
| Kuo 2001 ; Kuo & Sullivan 2001                                              | Étude expérimentale                 | La vue d'un espace vert améliore la capacité à faire face à des difficultés personnelles majeures et diminue l'agressivité en réduisant la fatigue mentale. |
| Korpela 1989 et 1992 ; Korpela et Hartig; Korpela et al. 2001 ; Newell 1997 | Revue (Survey)                      | Les gens se ressourcent dans des lieux préférés (souvent naturels), avec des bénéfices pour l'expérience de soi et de ses sentiments (quelle que soit la culture). |
| Kellert & Wilson 1993                                                       | Synthèse & étude interdisciplinaire | Il existe un besoin inné d'être en contact avec la biodiversité, nécessaire au bien-être psychologique et à l'épanouissement personnel. |
| Takano & al. 2002 ; Tanaka et al. 1996                                      | Épidémiologie                       | Les usagers des espaces verts de grandes villes augmentent leur espérance de vie. |
| de Vries & al. 2003                                                         | Épidémiologie                       | Les usagers des espaces verts urbains éprouvent le sentiment d'être en meilleure santé. |
| Payne et al. 1998                                                           | Questionnaire/enquête               | Les usagers des espaces verts urbains répondent plus souvent que les autres être en bonne santé, avoir une activité physique et être relaxés. |
| Kaplan & Kaplan 1989 ; Hartig et al. 1991 and 2003 ; Wells 2000             | Études expérimentales               | La vision d'un paysage naturel entretient mieux l'attention et favorise une récupération plus rapide de performances cognitives. |
| Ulrich RS 1984 ; Ulrich &al. 1991                                           | Études expérimentales               | La vision d'un paysage naturel est relaxante, augmente la perception positive de soi et le ressenti d'émotions positives, et aide à récupérer d'un stress (ex : opération chirurgicale). |
| Faber-Taylor &al. 2001                                                      | Études expérimentales               | Les symptômes de troubles de l'attention diminuent chez les enfants pratiquant des activités dans un espace vert. |
| Kim & Kaplan 2004                                                           | Revue (Survey)                      | Un contexte de naturalité et des espaces ouverts dans une aire renforcent le sens de la communauté. |
| J. Pretty & al., 2005                                                       | Étude expérimentale                 | La vue d’un paysage rural ou urbain de type naturel et agréable pendant qu’une personne court sur un tapis roulant diminue sa pression artérielle et améliore son estime de soi alors que la vue d'un paysage rural ou urbain artificiel les dégrade. C’est le paysage rural dégradé qui affecte le plus l’humeur et le bénéfice de l’exercice physique. Il y a une synergie bénéfique pour la santé entre cadre naturel agréable et activité physique. |
| Ralf Hansmann & al., 2007                                                   | Étude expérimentale                 | Le sentiment de stress et les maux de tête diminuent (respectivement de 87 % et 52 % dans cette étude) et le sentiment d'être bien équilibré augmente (jusqu'à +40 %) après un passage dans un espace vert, d'autant plus que la visite a été longue et associée à la pratique d'un sport (jogging, vélo, ballon…) |
| Maas J & al., 2010                                                          | Épidémiologie                       | La relation entre le degré de stress et le nombre de plaintes faisant état d'une mauvaise santé est modérée par la quantité d'espace vert dans un rayon de 3 km. La taille de l'espace vert semble encore plus importante que sa proximité (jusqu'à 3 km dans l'étude) ; |